# St. Nikolaus (Böllberg)

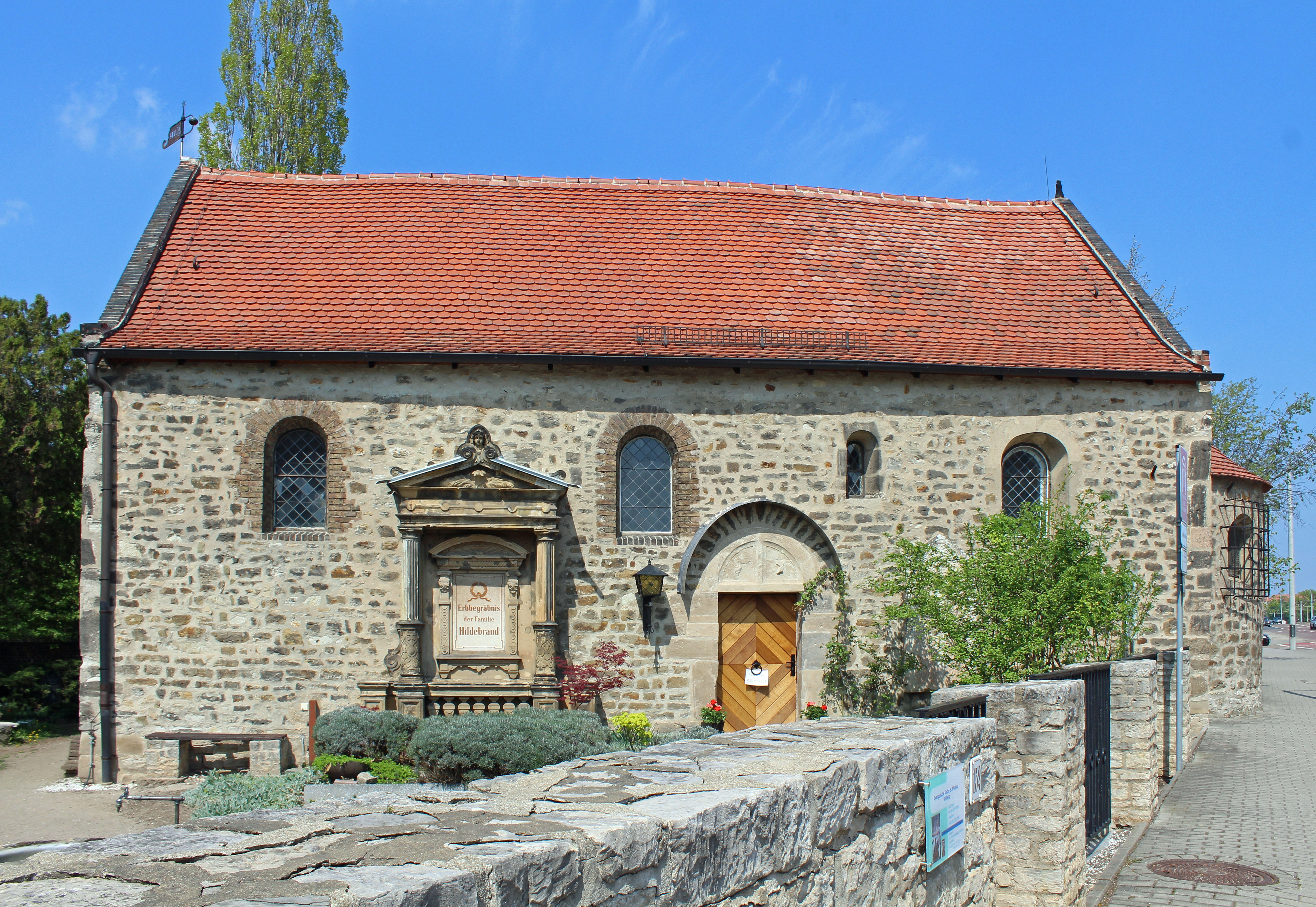
Dorfkirche Böllberg, Ansicht von Süden, 2013

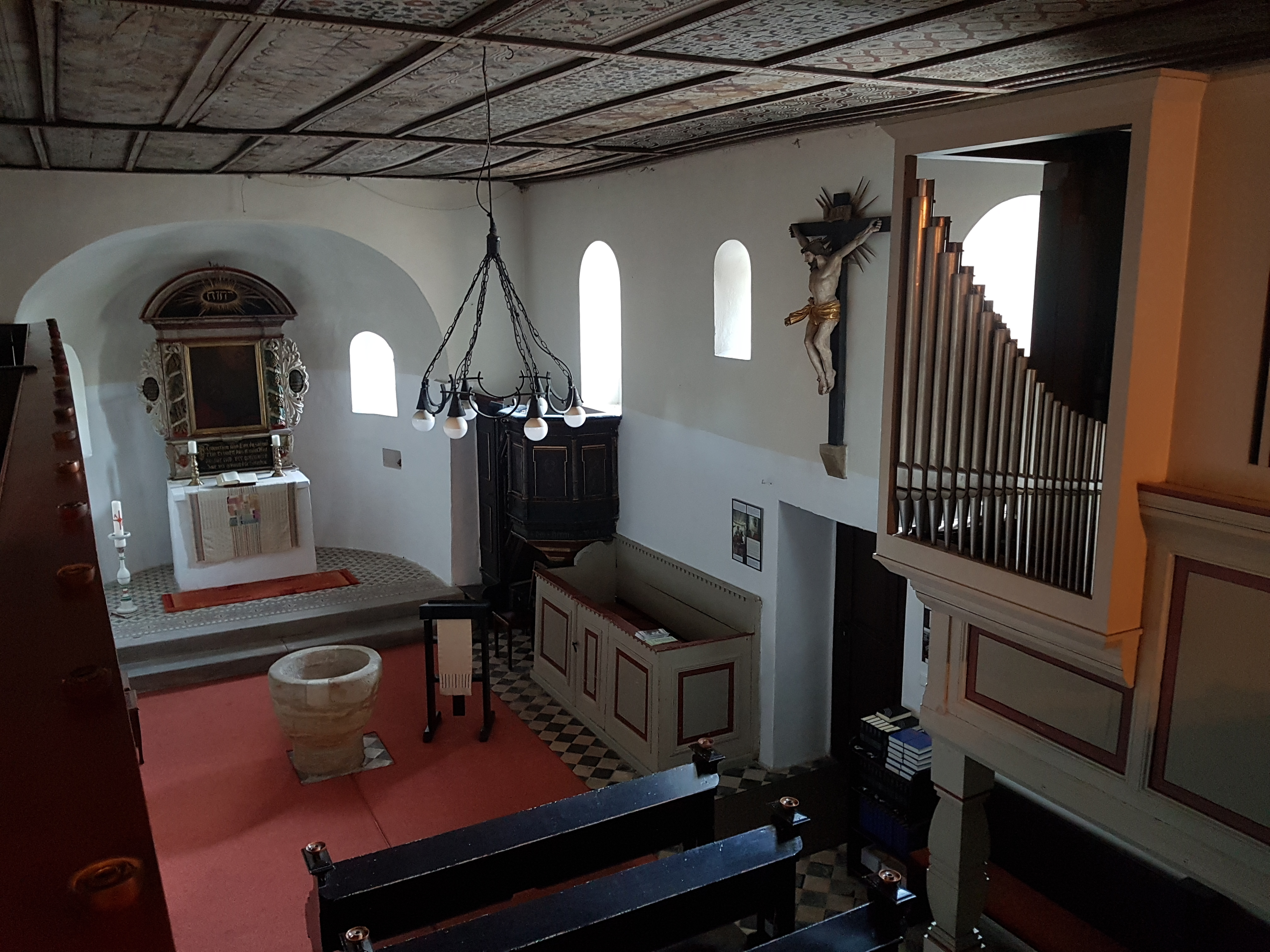
Blick in den Innenraum

Die Dorfkirche St. Nikolaus im Stadtviertel Böllberg in Halle (Saale) gehört zu den ältesten Kirchen Halles und ist Teil der Straße der Romanik.

## Geschichte

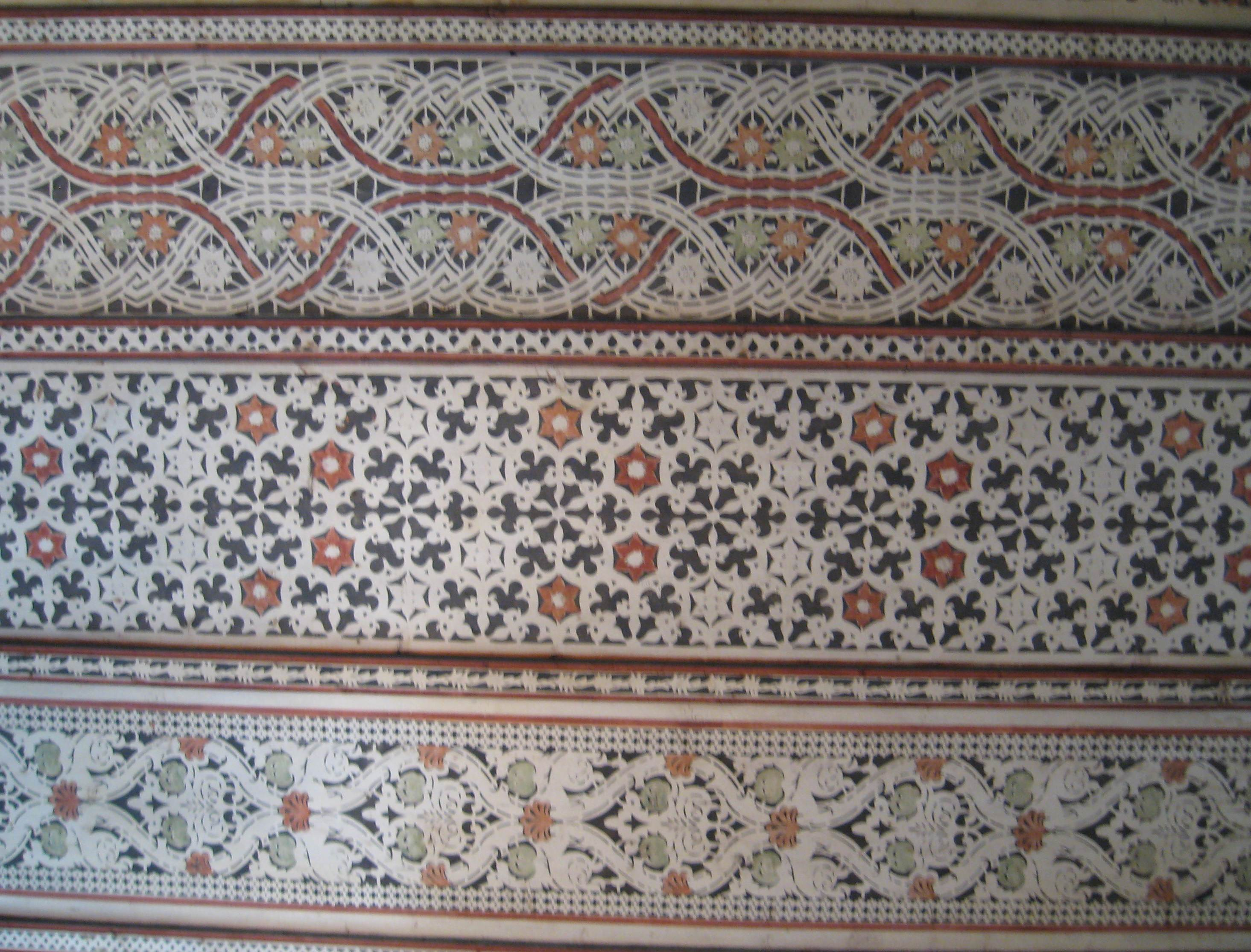
Bemalte spätmittelalterliche Holzdecke

Die Kirche wurde Ende des 12. Jahrhunderts von niederländischen Kolonisten errichtet. Die erste indirekte urkundliche Erwähnung der Kirche stammt aus dem Jahr 1291, als ein Kaplan für Böllberg, damals Bellberch uf der Sale, erwähnt wurde. 1298 wird erwähnt, dass die Kirche dem Heiligen Nikolaus geweiht ist.
Im Jahr 1307 wurde die Kirche eine eigenständige Pfarrkirche, zuvor war sie Filiale des Georgenklosters zu Glaucha.
Um 1500 wurde die Holzdecke der Kirche mit Schablonenmalereien verziert.
Nach der Reformation wurde die St. Nikolaus Filialkirche von Wörmlitz. Zu Anfang und Mitte des 17. Jahrhunderts erfolgte eine umfangreiche Restaurierung, wobei man die Kanzel, den Altaraufbau, das Kruzifix sowie das Lutherbild erneuerte und neu einfügte.
Wann die Glocke eingesetzt wurde, ist nicht bekannt. Man verkaufte sie 1788 und verwendete den Erlös für die Kirchenreparatur.
1825 wurde der schadhafte hölzerne Turm, in dem sich die Glocke befunden hatte, abgetragen und das Dach an der Stelle wieder verschlossen.

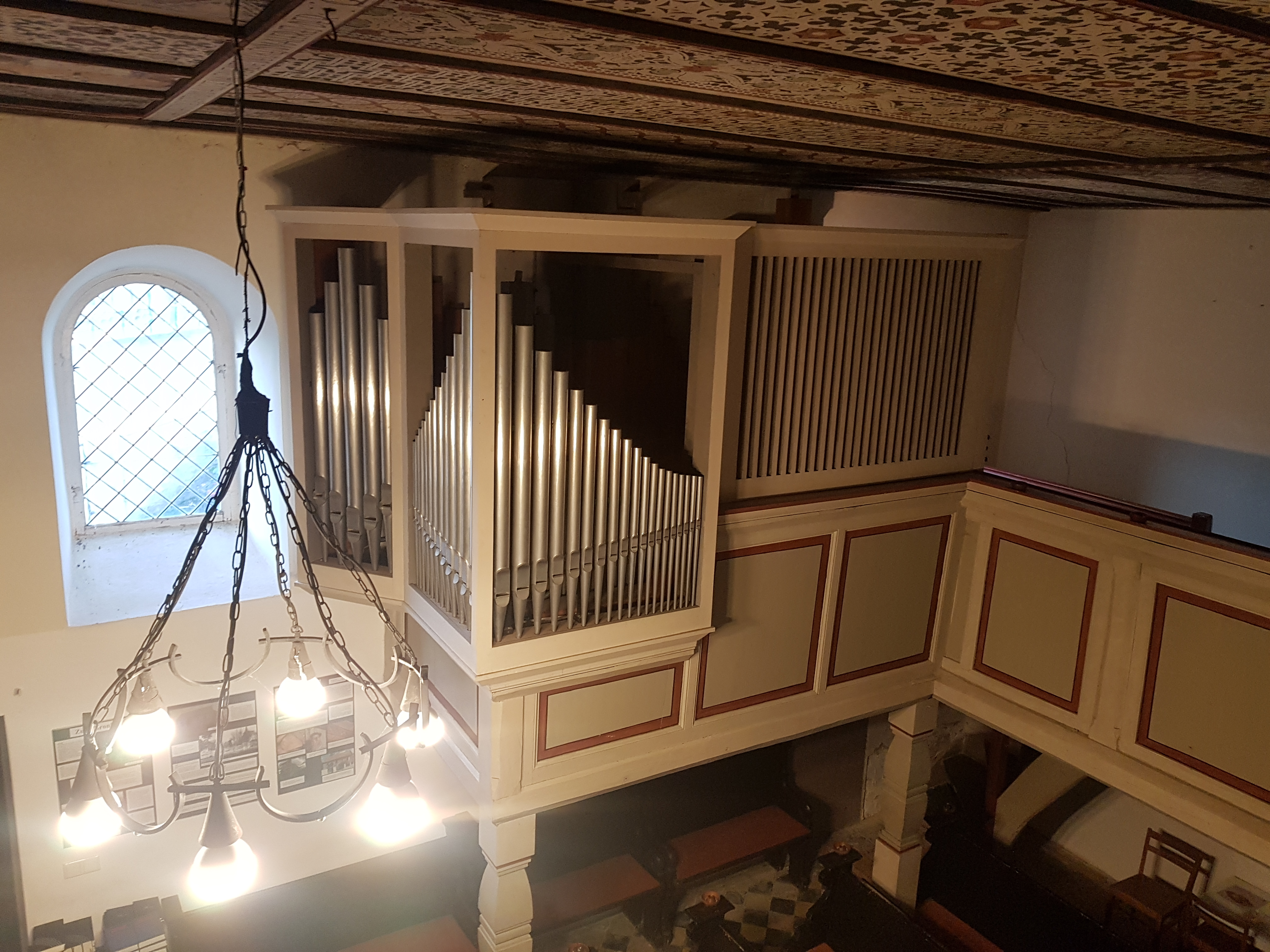
Blick zur Kühn-Orgel

1844 war die Kirche bereits über 20 Jahre ungenutzt, die Gemeindemitglieder besuchten die Kirche in Wörmlitz. Die St.-Nikolaus-Kirche war in schlechtem Zustand; der Einsatz Ferdinand von Quasts für den Erhalt des Gebäudes konnte aber einen Abriss verhindern. Quast lobte vor allem die Deckenmalerei; Stadtbaumeister August Stapel restaurierte später die Decke im Ostteil, der Südteil wurde weiß eingefärbt. 1850 vergrößerte man die Fenster an der Westseite; zwei der Fenster waren vermutlich bereits vor 1800 vergrößert worden.
1877 erwarb die Kirche eine Orgel von Friedrich Wäldner, die Verhandlungen dazu hatte sie bereits 1854 aufgenommen.
Ein Antrag der Kirchengemeinde aus dem Jahre 1898 zur Vergrößerung der übrigen Fenster wurde abgelehnt.
1928 wurde eine elektrische Kirchenheizung eingebaut. Bei der Restauration der Kirche 1930/1931 wurde neben der Neueindeckung des Daches und der Anschaffung eines Harmoniums die weiß getünchte Decke im Westteil der Kirche restauriert.
1950 wurde Böllberg nach Halle (Saale) eingemeindet. Es folgte 1972 bis 1975 der Ausbau des Böllberger Weges zu einer mehrspurigen Straße. Dafür wurde 1975 der Friedhof der Kirche stark verkleinert. 1982/1983 wurde ein schalenförmiger Glockenturm südlich der Kirche errichtet, in den die Glocke aus dem Jahr 1921, gegossen von Schilling/Apolda, eingesetzt wurde. Eine weitere wurde 2016 durch Mark-Maas gegossen.
Im Herbst 2005 erfolgte eine umfangreiche Sanierung des Bauwerkes. So wurde die Apsis neu gedeckt, der Dachstuhl vollständig erneuert und die Deckenmalereien saniert.
Die Kirchengemeinde Wörmlitz-Böllberg gehört zum Kirchenkreis Halle-Saalkreis der Evangelischen Kirche in Mitteldeutschland.

## Baubeschreibung

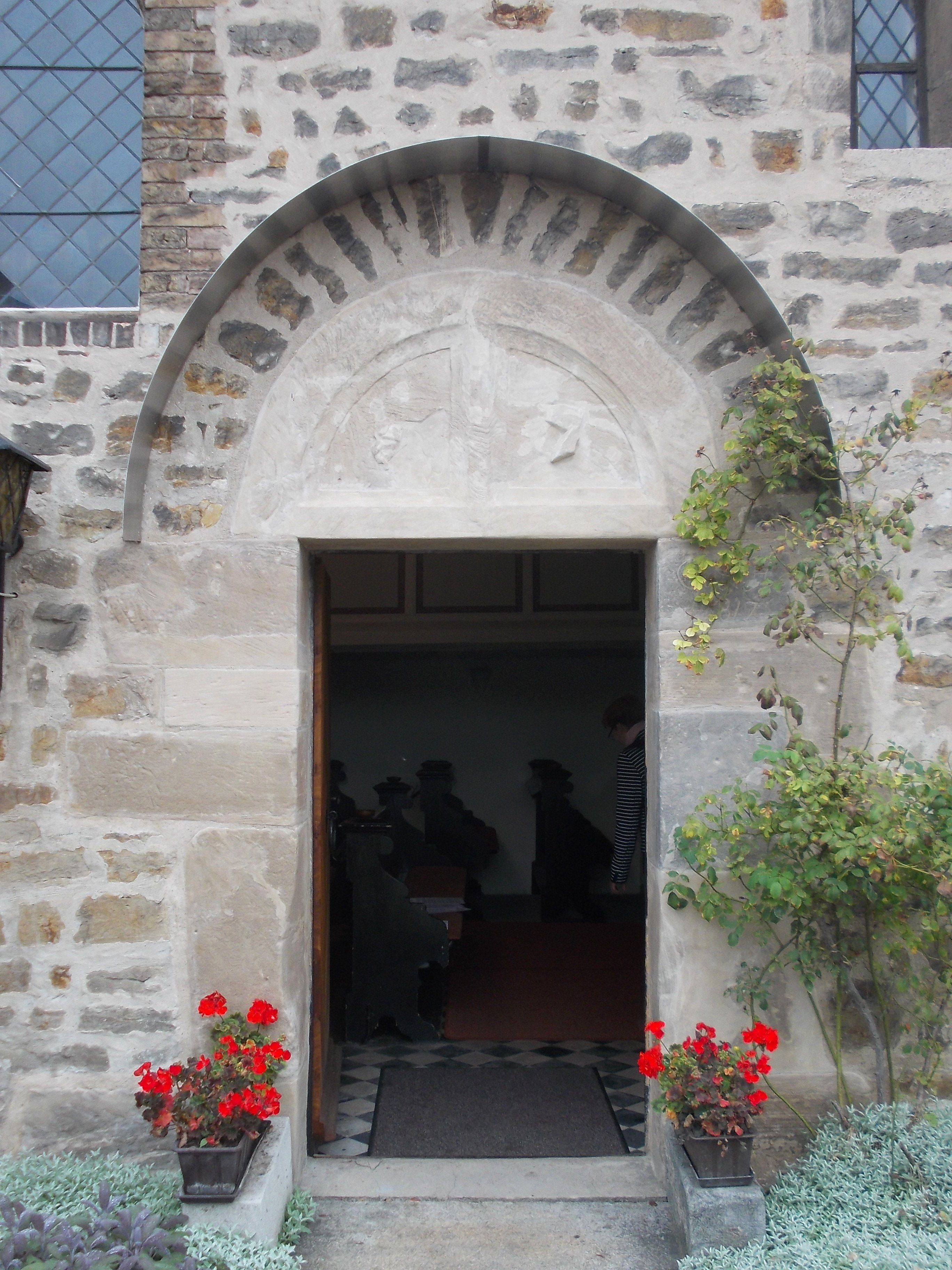
Südportal mit Tympanon

Die Kirche ist ein aus Sandstein errichteter Saalbau mit halbrunder Apsis im Osten. Sie besitzt keinen Turm, ein Glockenturm steht separat etwas südlich des Kirchengebäudes. Die Westseite des Kirchendaches wird von einer Wetterfahne geschmückt, auf der die Jahreszahl 1184 zu lesen ist.
Die Nordseite ist mit ihren hochliegenden drei kleinen Fenstern noch original aus der Erbauungszeit erhalten. Ursprünglich besaß die Kirche auch an der Südseite drei kleine rundbogige Fenster. Zwei Fenster wurden jedoch bis 1850 vergrößert und ein viertes Fenster wurde eingebaut.
Der Eingang der Kirche befindet sich an der Südseite. Im Südportal hat sich ein verwittertes Tympanon mit Rosetten aus dem späten 12. Jahrhundert erhalten. Westlich des Eingangs befindet sich das Grabmal der Familie Hildebrand, das 1875 entstand. Die Familie war seit 1858 Eigentümer der Böllberger Mühle und damit auch, bis 1945, Patron der Kirche.
Östlich des Eingangs ist eine Gedenktafel aus Sandstein angebracht, die an die Gefallenen des Ersten Weltkrieges erinnert. Die Kirche ist vom evangelischen Friedhof Böllberg umgeben.

## Ausstattung

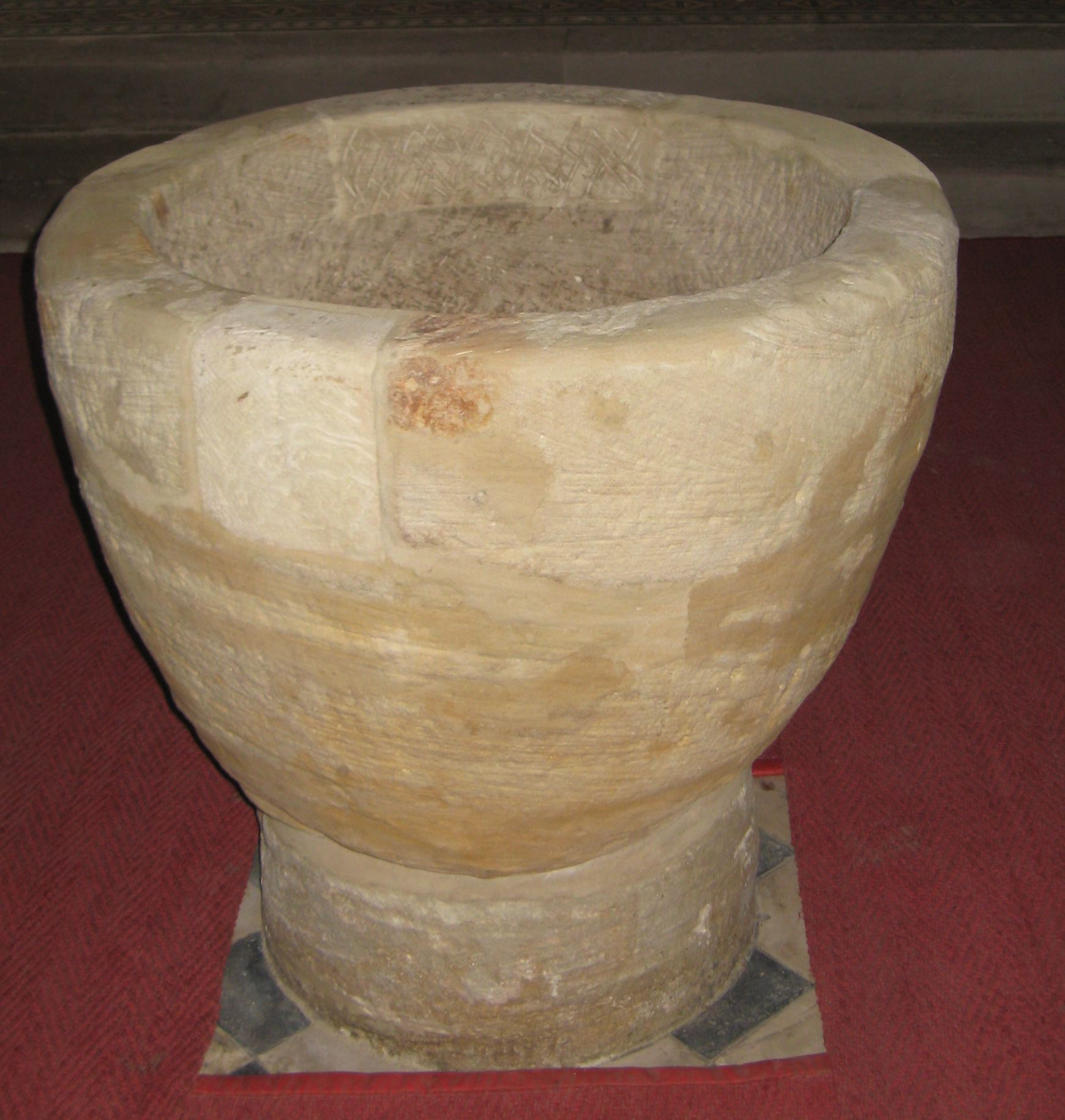
Romanischer Taufstein

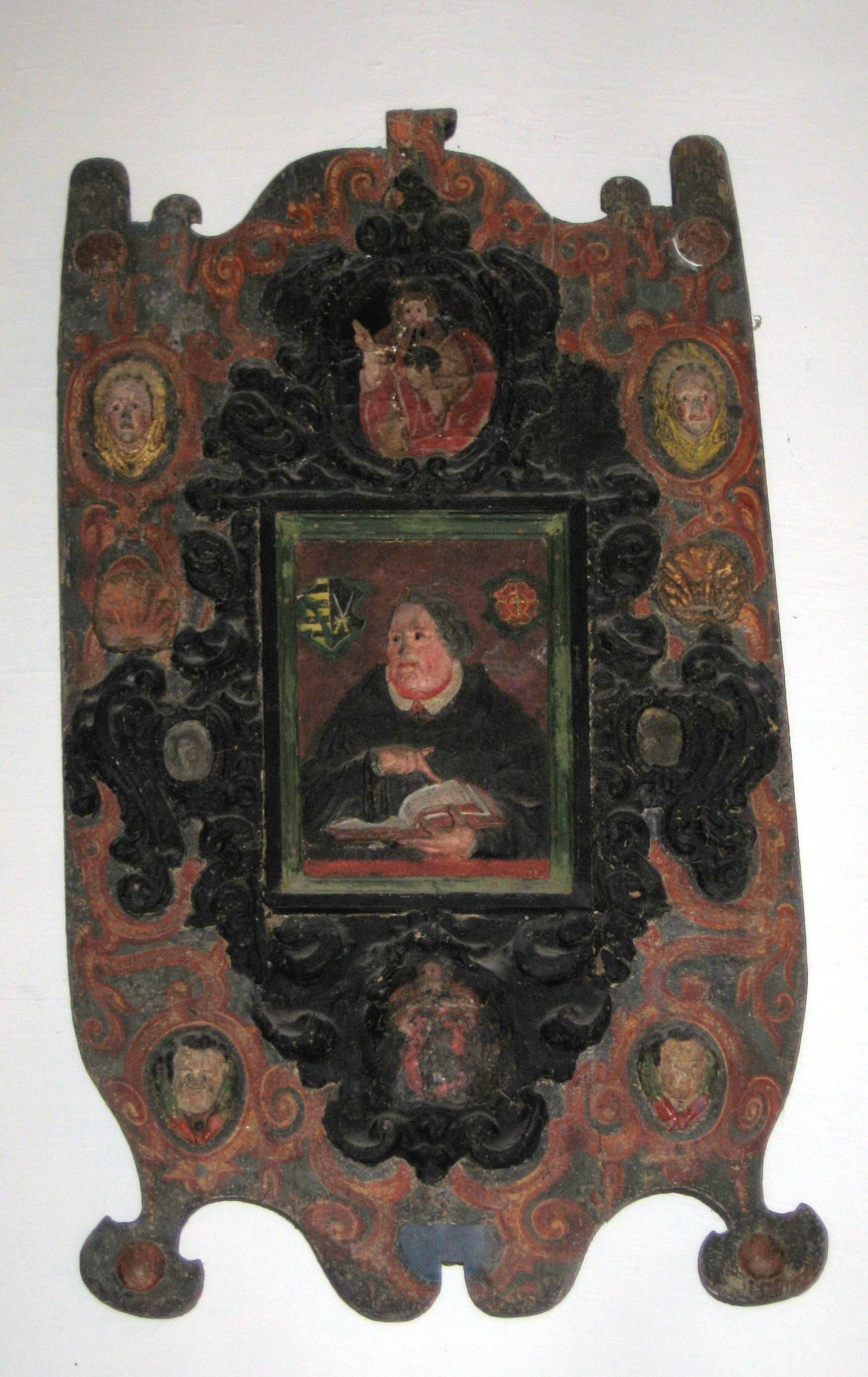
Lutherbild von 1617

Das älteste Ausstattungsstück der Kirche ist der romanische Taufstein. Er ist völlig kelchförmig und schmucklos.
Eine Besonderheit der Kirche ist die um 1500 oder in der zweiten Hälfte des 15. Jahrhunderts entstandene Schablonenmalerei an der Holzdecke. Auch Karl Friedrich Schinkel fand diese bereits interessant und ließ sich eine Kopie davon anfertigen. Verwendete Farben sind Rot, Grün, Weiß und Schwarz und die Malerei ist sehr kleinteilig und zeigt etwa Schleifen und Granatapfelmotive.
Die Kanzel der Kirche stammt aus der Spätrenaissance und wurde 1930/31 von Fritz Leweke bemalt. Die Felder der Kanzel und der Treppenbrüstung sind mit Bildern der Apostel Jacobus, Bartholomäus, Andreas, Petrus und Paulus versehen.
Über dem Patronatsgestühl auf der Südseite der Kirche befindet sich als bemaltes Holzrelief ein Lutherbild aus dem Jahr 1617. Es erinnert an die 140. Wiederkehr des Thesenanschlags.
Das Kruzifix befindet sich heute über dem Eingangsportal und zeigt Jesus in halber natürlicher Größe. Entstanden ist es vermutlich um 1700, auch wenn die Inschrift INRI. Um 1600 lautet.
Die Orgel stammt aus dem Jahr 1979 und wurde von Kühn, Merseburg gebaut. Sie besitzt sieben Register auf einem Manual und Pedal auf mechanischen Schleifladen, die Schleifen sind teilweise geteilt.

## Glocken
In dem freistehenden, halbschalenförmigen Turm hängen heute zwei Glocken an geraden Jochen. Die große (cis″) wurde 1921 von Heinrich Ulrich in Apolda gegossen und hing lange Zeit alleine und ohne Schalljalousien im Turm. 2016 wurde sie um eine zweite Glocke der Eifeler Glockengießerei mit dem Schlagton dis″ ergänzt, im Zuge dessen wurden auch Schalljalousien eingebaut.